# FNS之日
FNS之日（日語：FNSの日，エフエヌエスのひ）是富士電視台及FNS加盟各台（不含大分電視台）自1987年開始每年（2020年至2022年除外）播出的一個長時間直播節目（但在2017年和2018年以錄播為主）。
該節目最初名為「FNS24小時電視」或「夢列島」，自1992年後被稱為「FNS之日」，1997年後則稱為「FNS27小時電視」。最初該節目僅計劃在1987年播出一次，但由於取得19.9%高平均收視率（該記錄迄今未被打破），成為富士電視台每年製作播出的節目。明石家秋刀魚自1987年開始出演了全部的FNS之日。每屆的FNS之日均會舉辦FNS各台對抗企劃。